# Zjednoczenie Polskie Rzymsko-Katolickie w Ameryce
Zjednoczenie Polskie Rzymsko-Katolickie w Ameryce (ang. Polish Roman Catholic Union of America) − w skrócie odpowiednio ZPRKA i PRCUA – najstarsza (założona w 1873) polonijna katolicka organizacja bratniej pomocy w Stanach Zjednoczonych i druga (po Związku Narodowym Polskim) co do liczebności członków.

## Historia
PRCUA został założony w 1873 roku przez księży: Teodora Gieryka i Wincentego Barzyńskiego. Od 1886 roku jest również spółką ubezpieczeniową oferującą swym członkom ubezpieczenia na życie, konta emerytalne oraz liczne programy członkowskie. Zjednoczenie Polskie Rzymsko-Katolickie w Ameryce jest licencjonowane w 27 stanach.  Od 1886 roku wydaje własną gazetę, która od 1897 roku nosi nazwę Naród Polski. W 1897 roku PRCUA przyznała kobietom równe prawa. Liczba członków w 1902 roku wyniosła 19 000, dlatego w 1913 roku zbudowano na rogu Milwaukee Avenue i Augusta Boulevard w Chicago siedzibę organizacji. W 1915 roku została tu otwarta Biblioteka Polska w Chicago, a w 1935 roku Muzeum Polskie w Ameryce, które jest najstarszą i największą tego typu placówka na kontynencie amerykańskim. 